# میدان

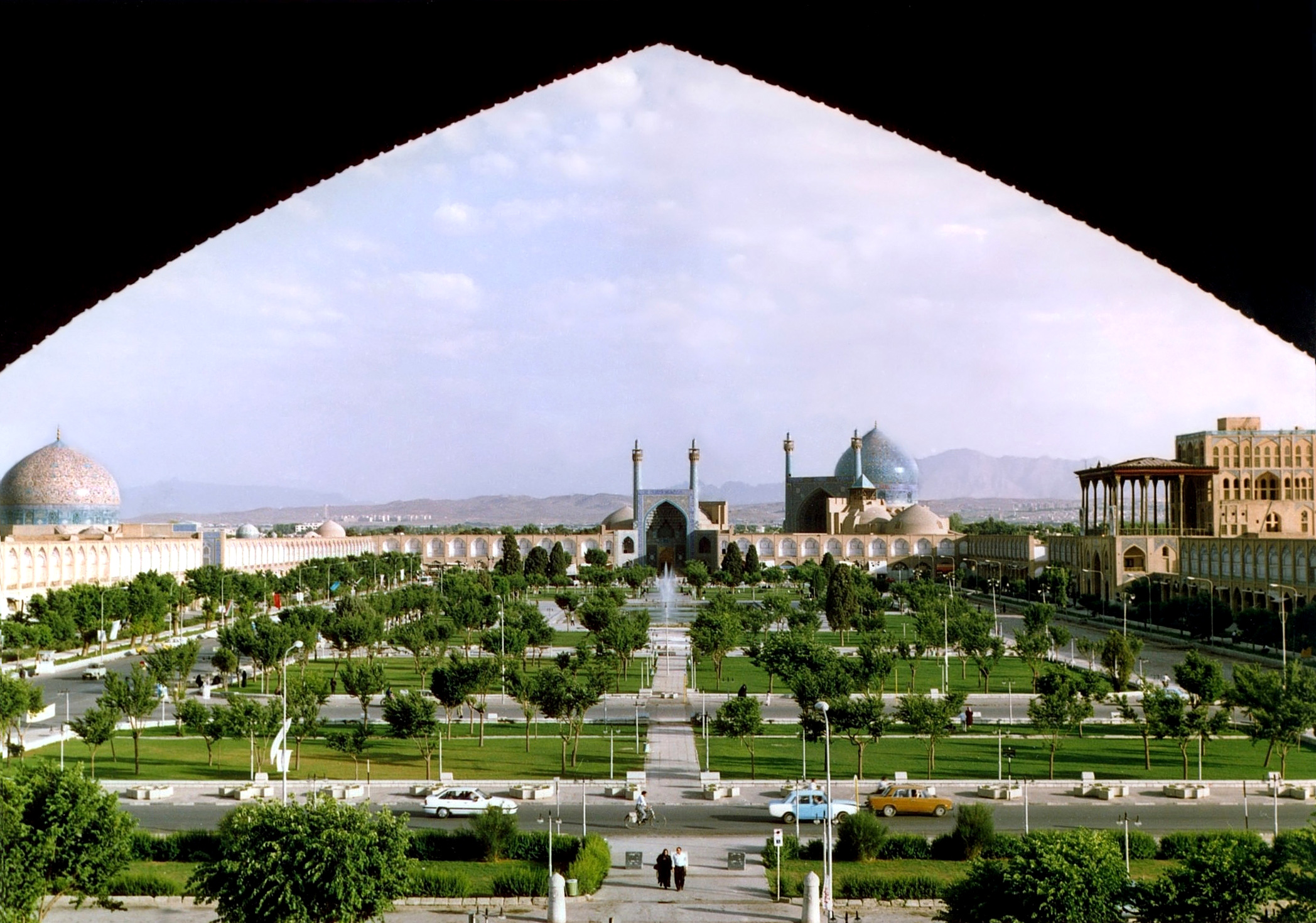
میدان نقش جهان در شهر اصفهان

میدان فضای بازی در برخوردگاه چند خیابان است. یک میدان شهری، فضای باز و عمومی است که برای فعالیت‌های گوناگون استفاده می‌شود. میدان‌ها لزوماً به شکل یک دایره نیستند. بیشتر میدان‌ها مناظر و فضاهایی هستند که برای دکه‌ها و بازارها، اجرای کنسرت‌ها، گردهمایی‌های سیاسی و سایر رویدادها مناسب هستند.در بسیاری از میدان‌ها، چمن، فواره، یادمان و تندیس‌هایی به منظور زیباسازی ساخته و نهاده می‌شود.
نهادهای بزرگ شهری و کشوری مانند شهرداری‌ها و وزارتخانه‌ها هم معمولاً در دور میدان‌های اصلی شهرها قرار دارند.

## ریشه‌شناسی واژه
میدان واژه‌ای پارسی می‌باشد و به معنای زمین وسیع یا محل اسب‌دوانی است که به عربی نیز به آن میدان می‌گویند و جمع آن میادین است. از ریشه می با پسوند دان تشکیل شده است.
جان ریچاردزون ایران‌شناس در سال ۱۷۰۰ میلادی فرهنگ عربی و فارسی و انگلیسی خود را نوشت. وی «می دان» را یکبار «پیاله می» و بار دیگر میدان را بخشی از زمینی باز (بدون آبادی) برگردان نموده است. در میدان‌های ایران‌زمین در چهار جشن بزرگ باستانی خورشیدی، نوروز و مهرگان، یلدا و تیرگان مِی خورده می‌شد.
میدان نام‌های مشهور باغ‌ها و جایگاه عمومی مردم در بخش‌های باستانی ایران‌زمین قرار داشتند که امروز جز از کشورهای آسیای مرکزی‌اند. در بناگاهای میدان‌های بزرگ ایران‌زمین سرودخوانی و موسیقی و نمایش‌هایی مانند نمایشگاه‌های دیونیسوس ("جشنهای می یونانی") برپا می‌شدند. نام‌های این میدان‌ها با نام‌های اساطیر ایران‌زمین در پیوند بودند:
- آتشکده تخت رستم
- میدان رستم غزنه
- میدان رستم کابل (بابرنامه)
- میدان رستم زابل
- تخت رستم نیمروز
- تخت رستم (بلخ)
- تخت رستم (فارس) تخت رستم در عرض و طول جغرافیایی ۲۹٫۹۶۷۰۹۷، ۵۲٫۸۸۱۲۹۱ در ۲٫۵ کیلومتری جنوبی نقش رستم
- تخت رستم فراه
- استان میدان-وردک میدان‌شهر

در زمان‌های ییش از اسلام در زمینی که در آنجا مِی‌فروشان، مِی را می‌فروختند یا بازار می فروشان، میدان نامیده شده است. آدام اولئاریوس ممکن است نخستین ایران‌شناس آلمانی باشد که در سال ۱۶۴۷ در سفرنامه‌اش به نام «توضیحات اغلب دلپذیر از سفر خاوری» (به آلمانی: Oft begehrte Beschreibung der orientalischen Reise) و در کتاب پیرامون سفرش به ایران‌زمین در سال ۱۶۵۶ به نام (به آلمانی: Vermehrte neue Beschreibung der [...] Persischen Reise) واژه «میدان» را در پیوند به میدان‌های ایران‌زمین به کار برده است.
الفرت دپپر و یوهان کریستوف بیر ایرانشناسان آلمانی اند که بعد از آن در اثرشان از میدان چندین بار یاد کرده‌اند. اثر شان زیر نام  توضیح امپراطوری شاهی پارس (به آلمانی: Beschreibung des Koenigreichs Persien) در سال ۱۶۸۱ میلادی در نورنبرگ به چاپ رسید.

## تاریخچه میدان

### ریشه شکل‌گیری میدان
ریشه شکل‌گیری میدان را باید در «آگورا» های یونان باستان جستجو کرد. آگوراها فضاهای بازی بودند که معمولاً در مرکز شهرها ساخته و توسط ساختمان‌های عمومی و معابد احاطه می‌شدند. آگورا در واقع میدان عمومی شهر بود که برای فعالیت‌های گوناگون مذهبی، سیاسی، قضایی، اجتماعی، تجاری و روزانه به کار گرفته می‌شد.
"فوروم"‌ها نیز در روم باستان تحت تأثیر آگوراها به صورت میدان‌های عمومی مستطیل شکل در محل تقاطع دو خیابان اصلی شهر طراحی و ساخته می‌شدند. فروم‌ها که مراکز اصلی فعالیت‌های مذهبی، سیاسی، آموزشی و تجاری بودند تا اوایل قرون وسطی نقش اصلی در شکل دهی شهرهای رومی داشتند اما از قرن ۵ میلادی با انحطاط امپراطوری روم و قدرت گرفتن کلیساها این فضاهای تجمع شهری به سمت کلیساها کشیده شد. در نتیجه مهم‌ترین فضای باز شهری برای فعالیت‌های اقتصادی، تجمعات عمومی و از همه مهم‌تر مراسم مذهبی در مقابل کلیساها شکل گرفت.
دوره مهم تاریخی بعدی در تکامل میدان را باید سده‌های ۱۰و ۱۱ میلادی در ایتالیا دانست که پیاتزا یا میدان بر پایه فوروم‌های رومی شکل گرفت و توسعه یافت. در این دوره ابتدا با انحصار طلبی اشراف و کلیسا فضاهای عمومی و خیابان‌ها با ساختن دیوار و قلعه از دسترس عموم خارج شد که در نتیجه آن، فضاهای باز کوچکی مقابل کلیساها و میان قلعه‌ها شکل گرفت؛ که امروزه به صورت میدانچه‌های کوچکی در محله‌های قدیمی شهرهای ایتالیا دیده می‌شوند. مانند (به انگلیسی: Piazza della Cisterna) در مرکز سن جیمینیانو که به دور یک چاه آب در میان چندین عمارت خانواده‌های اشراف توسعه یافته است. اما به تدریج با تشکیل دولت – شهرها قدرت اشراف و کلیسا کاهش یافت و خیابان‌ها و مکان‌های عمومی به روی همه شهروندان باز شدند. میدان‌ها بازسازی و کلیساهای بزرگ، دادگاه‌ها، دفاتر شورای شهر و بازار در اطراف آن‌ها ساخته شدند. در قرن‌های بعدی نیز شهرهای جدیدی ظهور کردند که میدان‌ها با کاربری‌های گوناگون نقش اصلی در شکل‌گیری آنها را داشتند.
در ایران نیز از شهرهای ساسانی گرفته چه آن زمان که سلسلسه مراتب فضایی برای شهروندان وجود داشت تا بعد از ورود اسلام که برابری فضایی برای همه حاکم شد، نقش میدان به عنوان مرکزی برای تجمعات شهری، داد و ستد و مراسم‌های مذهبی و حکومتی غیرقابل انکار است.

### میدان درایران باستان
میدان‌ها معمولاً در محل تلاقی مسیرهای ممتد به دروازه‌های شهر پدید می‌آمد که این مسیرها، خود به دلیل ارتباط مستقیم با دروازه، مکانی برای داد و ستد و تجارت بودند. گشودگی پدید آمده از تلاقی این مسیر، معمولا میدان را علاوه بر مرکز ارتباطات اقتصادی-اجتماعی به مرکز فیزیکی شهر بدل می‌ساخت.علاوه بر این شهرها همواره یک میدان تجمع دیگر نیز داشته‌اند که نقش کاملاً مذهبی داشت. اینگونه میدان‌ها، معمولاً خارج از حصار شهر و مقابل آتشکده‌ها پدید می‌آمد. میدان در شهرهای ایران باستان عمدتاً فضایی برای با خبر شدن از تصمیمات گردانندگان شهر بود و نقش آن به عنوان مکانی برای تبادل نظر و تصمیم‌گیری، کمرنگ تر بود.

### دوران بعد از اسلام
شهر دوره اسلامی فاقد عنصر مرکزی به عنوان عنصر تعیین‌کننده است، میدان، مسجد، مدرسه و حمام عناصر غیرقابل تفکیک این ستون فقرات هستند که هر یک، نقش و وظیفه ای در تکمیل دیگری دارند. میدان رفته رفته اهمیت ویژه ای می‌یابد و از این دوره با نقش و عملکردهای متفاوتی چون تجاری، ورزشی، مذهبی، اداری و حکومتی کار اتصال شهر کهن و توسعه جدید آن را بر عهده می‌گیرد.توسعه و رشد میدان را در شهرسازی بعد از اسلام با شکل‌گیری محله‌های نیمه مستقل با محوریت مسجد، بازار و میدان می‌توان دید که بر حسب قومیت یا شغل ساکنان ظاهر می‌شوند. در این شهرها میدان‌های اصلی در مرکز شهرها به خاطر حضور مسجد جامع به عنوان اصلی‌ترین مکان تجمع مذهبی ظهور می‌کنند و رفته رفته نقش چند منظوره ای می‌یابند. اوج شکوفایی شهرسازی در دوره قاجار منجر به ایفای نقش مهم میدان در فضای شهری می‌شود. میدان‌های محلی با داشتن مسجد، بازارچه و حمام نیازهای روزمره ساکنین را برطرف می‌کنند و میدان‌های مرکزی نقش‌ها و عملکردهای متفاوت تجاری، ورزشی، مذهبی، اداری و حکومتی می‌گیرند. پنج میدان مهم این دوره در تهران میدان‌های توپخانه، بهارستان، ارگ، پاقاپق و مشق هستند که بعد از دوره قاجاریه تا به امروز دستخوش تغییرات بسیاری شده‌اند و کاربری اولیه خود را از دست داده‌اند.

### میدان‌های امروزی
میدانی که از دوره سلجوقیان به بعد شروع به تثبیت خود کرده، در دوره صفویه رشد و توسعه یافته و در دوران قاجار به نهایت نقش خود دست یافته بود، رفته رفته نقش می‌بازد تا جایی که از سال‌های میانی دوره پهلوی هویت خود را از دست داده و در دهه‌های اخیر نیز در بلاتکلیفی مطلق به سر می‌برد. از مهم‌ترین عوامل این دگرگونی وقوع انقلاب صنعتی در اروپا است. ورود اتومبیل به فضاهای شهری اروپایی تأثیر فراوانی بر شکل و عملکرد سنتی میدان‌ها گذاشت و آنها را از محل اجتماع به محل تقاطع و جهت دهنده سواره تبدیل کرد. این شکل جدید که امروزه به اشتباه نام میدان بر آن می‌گذارند، فلکه نامیده شد. آثار و نتایج انقلاب صنعتی برخلاف رشد پیوسته اش در اروپا، یکباره و به صورت ویران کننده ای وارد ایران می‌شود. هر چقدر شهرهای اروپایی امکان دادن عملکردهای میدان را به سایر فضاهای شهر را داشتند، در ایران احداث پی در پی خیابان‌ها با نادیده گرفتن سازمان فضایی شهرها منجر به نابودی فضاهای عمومی و از آن جمله میدان می‌شود.

## تفاوت میدان و فلکه
آنچه ما امروز در کشورمان میدان می‌نامیم در حقیقت فلکه بوده که معادل تقریبی (به انگلیسی: Roundabout) است همان‌طور که پیش تر اشاره شد؛ میدان‌ها فضاهای عمومی هستند که دارای هویت بوده و از گره‌های مردمی تشکیل شده‌اند. در واقع میادین یک گره اجتماعی در شهرها بشمار می‌روند در حالیکه فلکه‌ها محل توزیع و تفرق اتومبیل‌های عبوری می‌باشند. تغییر و تحولات بعدی شهرها عمدتاً معطوف به حرکت سواره و توزیع ترافیک وسایل نقلیه شده است تا جایی که به تدریج و تقریباً همهٔ میادین شهری را تبدیل به فلکه نمود. فلکه‌هایی در میان تقاطع‌های جدید با کانون‌هایی غالباً دایره شکل با پوشش گیاهی، آب‌نما و بعضاً مجسمه ساخته می‌شوند که عملکرد آنها توزیع و تسهیل حرکت سواره‌ها است و هیچ حضوری از انسان و فعالیت او در آن مطرح نیست.

## انواع میدان

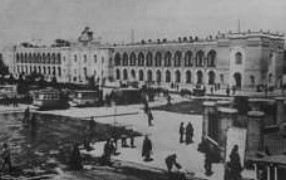
۱تهران-میدان توپخانه که به یک میدان عمومی تبدیل شد. در این تصویر ساختمان شهرداری که در ضلع شمالی میدان قرار داشت دیده می‌شود. منبع:کتاب فضاهای شهری

#### ۱. میدان‌های عمومی
این میدان‌ها محل تجمع مردم بود، به همین دلیل در این میادین فضاهای عمومی چون: عبادتگاه و مساجد، نهرآب، آب انبار، فضاهای تجاری، بازار، حمام و مدرسه ساخته می‌شد.

#### ۲. میدان‌های تجاری
شهرهای بزرگ علاوه بر میدان عمومی، دارای یک یا چند میدان با کارکرد تجاری بودند که برخی از این میدان‌ها محل خرید و فروش کاالهای خاصی به ویژه احشام و ملزومات آنان بودند. بعضی از میدان‌های قدیمی میوه و تره بار تهران و سایر شهرها از این نوع به‌شمار می‌آیند.

#### ۳. میدان‌های حکومتی
بیشتر برای تمرین‌های نظامی و رژه ارتش یا مجازات مجرمان استفاده می‌شد. معمولاً در پایتخت‌ها و شهرهای بزرگ یک میدان حکومتی وجود داشت که برای تمرینهای نظامی و رژه و انجام مراسم رسمی و احیاناً مجازات مجرمان مورد استفاده قرار می‌گرفت. در بعضی موارد، این گونه میدان‌ها تنها جنبهٔ حکومتی و سلطنتی داشتند و فعالیت‌های مهم و عمدهی دیگری در آنجا انجام نمی‌شد، مانند میدان ارگ تهران در پیش از تغییرات کارکردی و کالبدی آن. در پیرامون این میدان‌ها، بناهای نظامی، حکومتی و سلطنتی قرار داشتند، اما در مواردی شخص حاکم یا تشکیلات حکومتی، در هنگام ساختن یا بازسازی چنین میدانی، آن را به گونهای طراحی می‌کردند و در منطقه‌های مستقر می‌نمودند که میدان دارای کارکردهای اجتماعی نیز باشد. میدان نقش جهان اصفهان، یکی از نمونه‌های خوب این گونه میدان هاست.

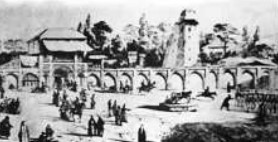
تهران – میدان ارگ در هنگامی که کارکرد یک میدان حکومتی و نیمه عمومی داشت. منبع:کتاب فضاهای شهری

#### ۴. میدان‌های نظامی
در پایتخت و بعضی از شهرهای بزرگ و مهم، یک میدان مخصوص تمرین‌های مداوم نظامی و استقرار و اقامت نظامین ساخته می‌شد که متشکل از یک فضای باز یعنی محوطهٔ میدان، حجره‌ها و فضاهایی در پیرامون برای اقامت نظامیان و ذخیره سلاح بود. در دورهٔ قاجارکه در جنگ از توپ استفاده می‌کردند؛ در شهرهایی همچون تهران، اصفهان وتبریز میدان‌های به نام «توپخانه» می‌ساختند که محل استقرار توپچیان و جایی برای تمرین‌های نظامی بود. میدان توپخانه و مشق تهران قبل از تغییر کارکردشان، از نمونه‌های این میدان‌ها بودند.

#### ۵. میدان‌های محله ای
این میدان‌ها در مرکز محله‌ها قرار داشتند و به دو شکل راسته و گذرگاه یا به صورت میدانچه در محل تقاطع چند راه یا در کنار راه بودند. همچنین مساجد، آب انبار و بعضی دیگر از فضاهای عمومی محله در کنار همین میدان ساخته می‌شد.

#### ۶. میدان‌های ارتباطی
به غیر از میدان‌های برون‌شهری و بسیاری از میدان‌های نظامی و تجاری سایر میدان‌ها نیز کمابیش از جنبهٔ ارتباطی برخوردار بودند و اغلب در محل تقاطع با کنار راه‌های مهم شهری قرار داشتند. مهم‌ترین کارکرد آنها جنبهٔ ارتباطی داشت. هرچند ممکن بود مراسمی عمومی نیز به صورت سالانه یا فصلی در آنها برگزار شود. این میدان‌ها به تکیه نیز معروف بودند و در مابقی سال کارکرد ارتباطی داشتند و فقط در دهه محرم برای عزاداری و تعزیه، آماده و تزیین می‌شدند.

## ویژگی مشترک میدان‌های تاریخی ایران
- محصوریت در عین وسعت

میدان‌های شهری ایران علی‌رغم وسعت زیادشان محصور هستند. این محصوریت غالباً با جداره ای که در اطراف میدان قرار دارد، به وجود می‌آید. جداره ای که در محل اتصال گذرها به میدان قطع نمی‌شود و تداوم دارد.
- عناصر تکرارشونده

در تمام فضاهای ایرانی اعم از شهری یا معماری عناصری همچون حیاط‌های مرکزی یا تاق نماهای تکرارشونده در جداره میدان دیده می‌شود. این عناصر گاهی یکنواخت، گاهی متناوب و گاهی متناسب تکرار می‌شوند. برای مثال ردیف کردن ۱۱۰ توپ چدنی به غنیمت رفته در صحن میدان نقش جهان در دو طرف عالی قاپو و به موازات نهر،ردیف کردن توپ‌ها در کنار فضای سبز و آب‌نمای وسط میدان توپخانه تهران و بساط اندازی و برپا کردن چادر و سایبان در میدان نقش جهان همگی حاکی از وجود ضرب آهنگ در مناظر میدان است.
- تداوم و سلسله مراتب فضایی

تداوم فضایی از اصولی است که در تمام فضاهای شهری ایرانی وجود دارد. این تسلسل و تداوم فضایی هیچ‌گاه با مانعی قطع نمی‌شد، به طوری که به نظر می‌رسد تمام این فضاها به یکدیگر مرتبط و متصل هستند و همگی یک کل واحد را تشکیل می‌داده‌اند. سلسله مراتب فضایی عنوانی متداول برای این ویژگی است.عقب‌نشینی و تداوم جداره‌ها در محل اتصال راه‌ها به میدان، ایوان‌ها و رواق‌های طبقه زیرین، همگی نمودی از تداوم و سلسله مراتب فضایی در میدان هستند. برای مثال می‌توان به رواق‌های طبقهٔ زیرین در سبزه میدان تهران و ایوان‌های سرتاسری در میدان توپخانه و عقب‌نشینی بدنه در سردر ناصریه در این میدان اشاره کرد.
- هندسه مستطیلی و خطوط راست و قائممیدان توپخانه، مآخذ: محمدزاده مهر[۱۹]

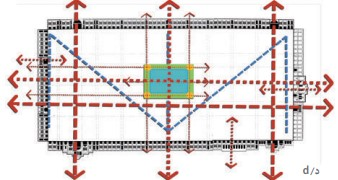
میدان توپخانه، مآخذ: محمدزاده مهر

هندسه مستطیلی از ویژگی‌های مشترک تمام میدان‌های مذکور است. علاوه بر آن، هندسه مستطیلی در آب‌نما، باغچه‌ها و ردیف درختان نیز تکرار می‌شود و حتی در چیدمان عناصر مصنوع (چون دروازه‌های چوگان در محور طولی میدان نقش جهان و توپ‌های ثابت یا موقت در میدان هاینقش جهان و توپخانه) دیده می‌شود.

## نمونه ای از میدان‌های ایران و جهان
- پیاتسا ناوونا، رم
- میدان سن مارکو، ونیز
- گراند پلاس، بروکسل
- پلازا مایور، مادرید
- میدان سرخ، مسکو
- تایمز اسکوئر، نیویورک
- میدان شهرداری، رشت
- میدان نقش جهان، اصفهان
- میدان ساعت، تبریز
- میدان حسن‌آباد، تهران
- میدان آزادی، تهران
- میدان امام خمینی، تهران
- میدان بهارستان، تهران